# Baptisterium Riva San Vitale

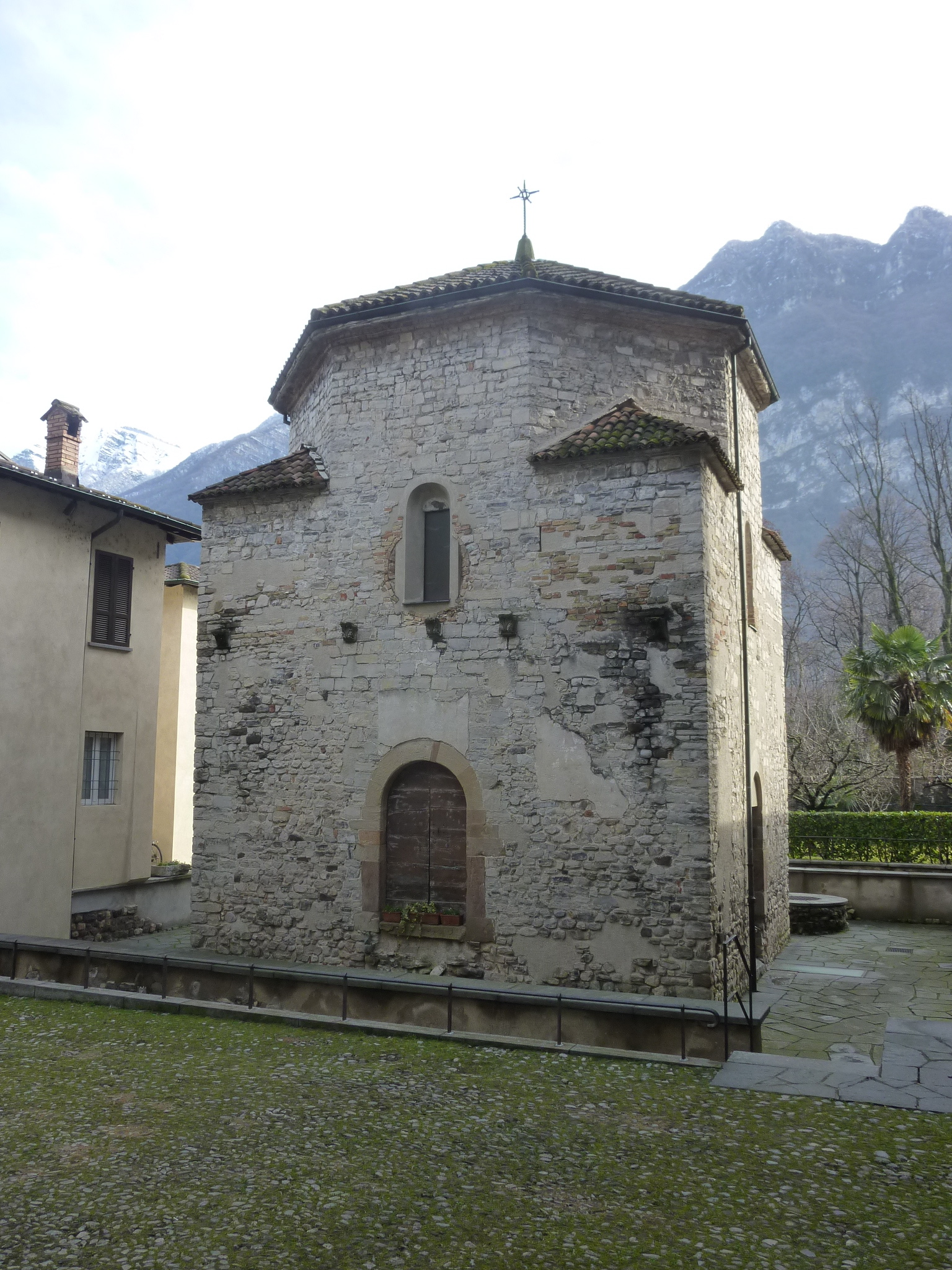
Ansicht von Westen

Das Baptisterium in Riva San Vitale stammt aus dem 5. Jahrhundert. Es ist das älteste christliche Bauwerk der Schweiz und steht mitten im Dorf Riva San Vitale am südlichen Ende des Luganersees im Kanton Tessin.

## Bau

### Äusseres
Das Baptisterium San Giovanni mit seinem quadratischen Grundriss ist mit einem Mönch und Nonne gedeckt. In einer Höhe von einigen Metern geht es in ein Achteck über. Ein für Prozessionen vorgesehener Gang ist heute nicht mehr vorhanden, am Boden sind nur noch einige Spuren sichtbar. Der Gang war mit einer Kirche verbunden, die neben dem Baptisterium an der Stelle der heutigen Chiesa San Vitale aus dem Jahr 1759 stand. Erhalten haben sich über dem Portal auf der Westseite fünf akanthusförmige Konsolsteine, auf welchen die Dachbalken auflagen.
Der ursprüngliche Eingang lag auf der Nordseite, an der gleichen Stelle wie der heutige. Das Portal an der Westseite stammt aus späterer Zeit. Darüber war ein rundes mit Backsteinen umgebenes Fenster. An seiner Stelle wurde das mittelalterliche Fenster rekonstruiert, das zu einem früheren Zeitpunkt durch das runde ersetzt worden war. Die Umrisse des runden Fensters wurden beibehalten, um den früheren Umbau zu dokumentieren.
Die karolingische Apsis an der Ostseite wurde zweimal umgebaut; ihre heutige Form stammt aus dem 9. Jahrhundert. Die Reste der alten Apsis liegen unter dem hölzernen Boden des Altars.

### Inneres

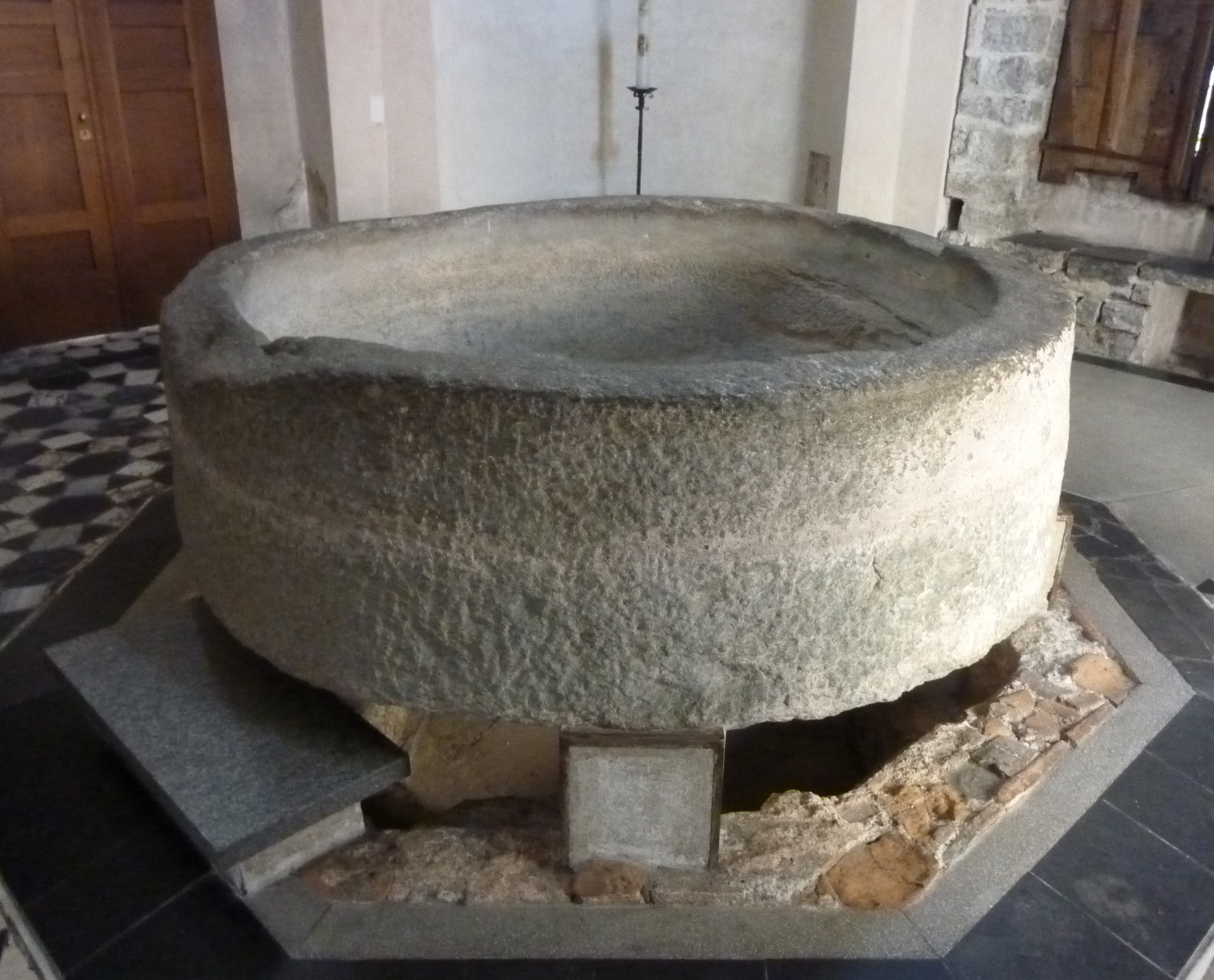
Taufbecken

Das auffallendste Element im Inneren ist das monolithische Taufbecken, in dem die Taufe durch Eintauchen vollzogen wurde. Es hat einen Durchmesser von 1,9 Metern und stammt aus der Zeit um 1200. Das Originalbecken war rund 60 Zentimeter tief und liegt darunter. Es wurde über zwei absteigende Stufen erreicht und hatte einen Abfluss aus gemauerten Backsteinen, durch den Wasser nach der Taufzeremonie abfloss.
Der ursprüngliche Fussboden besteht aus schwarz-weissen in Rosetten angeordneten Marmorfliesen und wurde im Laufe der Jahrhunderte viermal erhöht. 
Der achteckige Raum weist kleine halbkreisförmige Nischen und eine tiefe Apsis auf, die später hinzugefügt wurde. In den Nischen haben sich romanische Fresken aus dem 12. Jahrhundert erhalten. Rechts der Apsis sind die Geburt Christi dargestellt sowie die Verkündigung an die Hirten, den Traum Josephs, darüber eine Himmelfahrt und Maria in der Mandorla. 
In der Nische links sind das Jüngste Gericht mit Christus als Richter und die Symbole der Evangelisten dargestellt, darunter ein Engel mit der Auferweckungsposaune und Seelen, die aus den Gräbern steigen. In der Apsis finden sich Spuren einer Kreuzigung aus einer späteren Epoche. 
Das Taufbecken aus Marmor aus Arzo neben dem südlichen Eingang wurde verwendet, nachdem die Taufe nicht mehr durch Eintauchen, sondern durch Besprengung vorgenommen wurde.

## Galerie

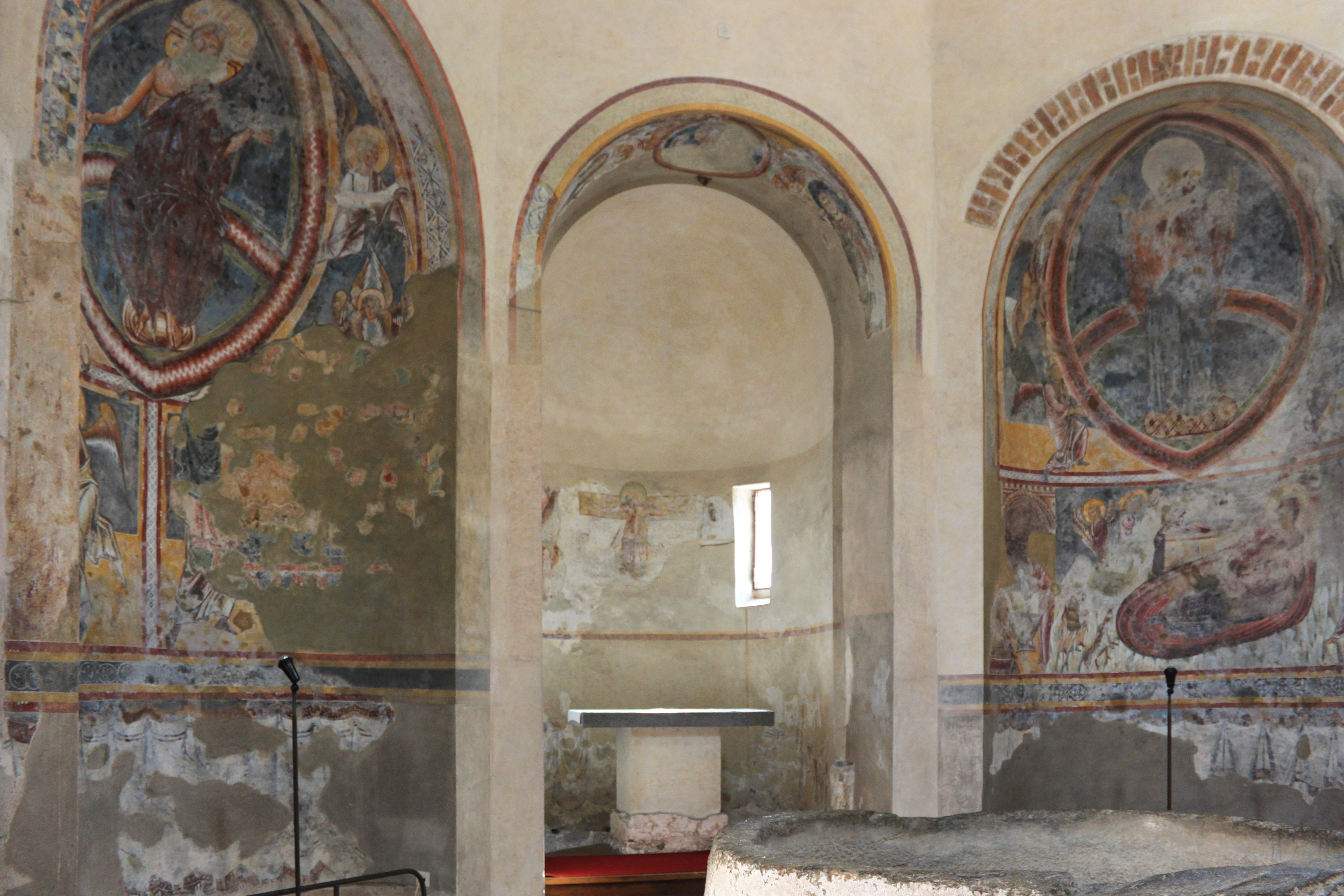
Apsis
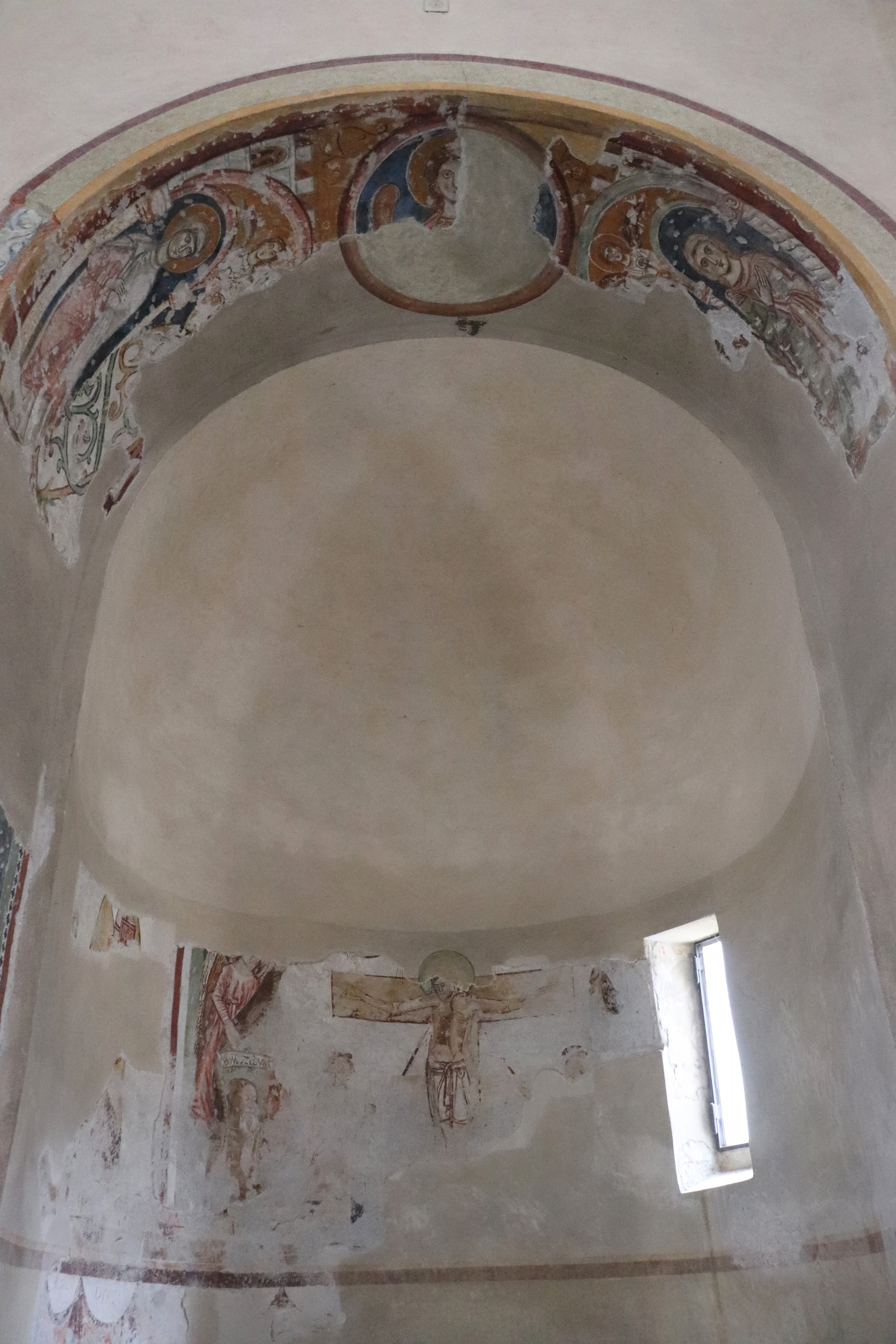
Reste der Freskierung der Apsis
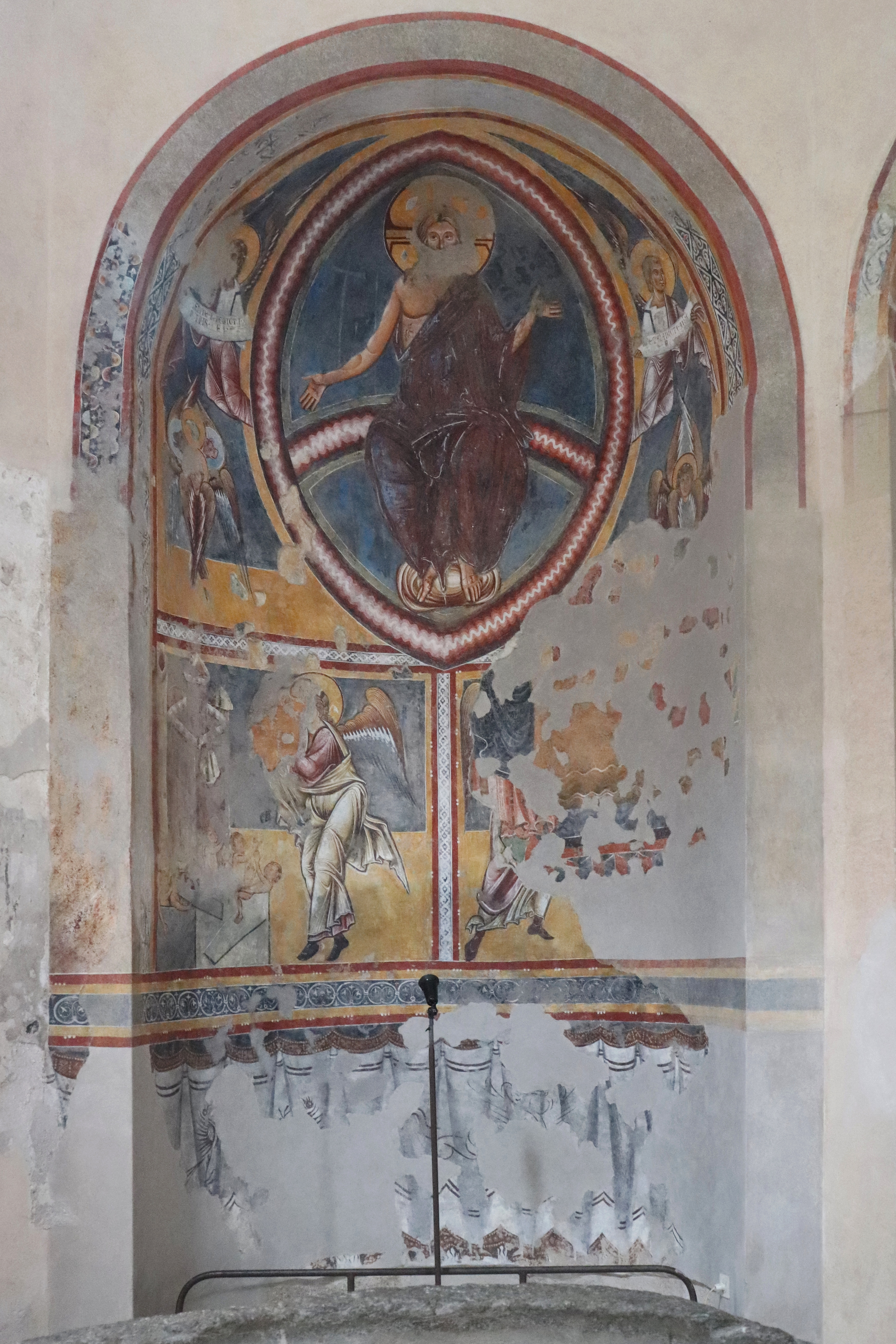
Linke Nische
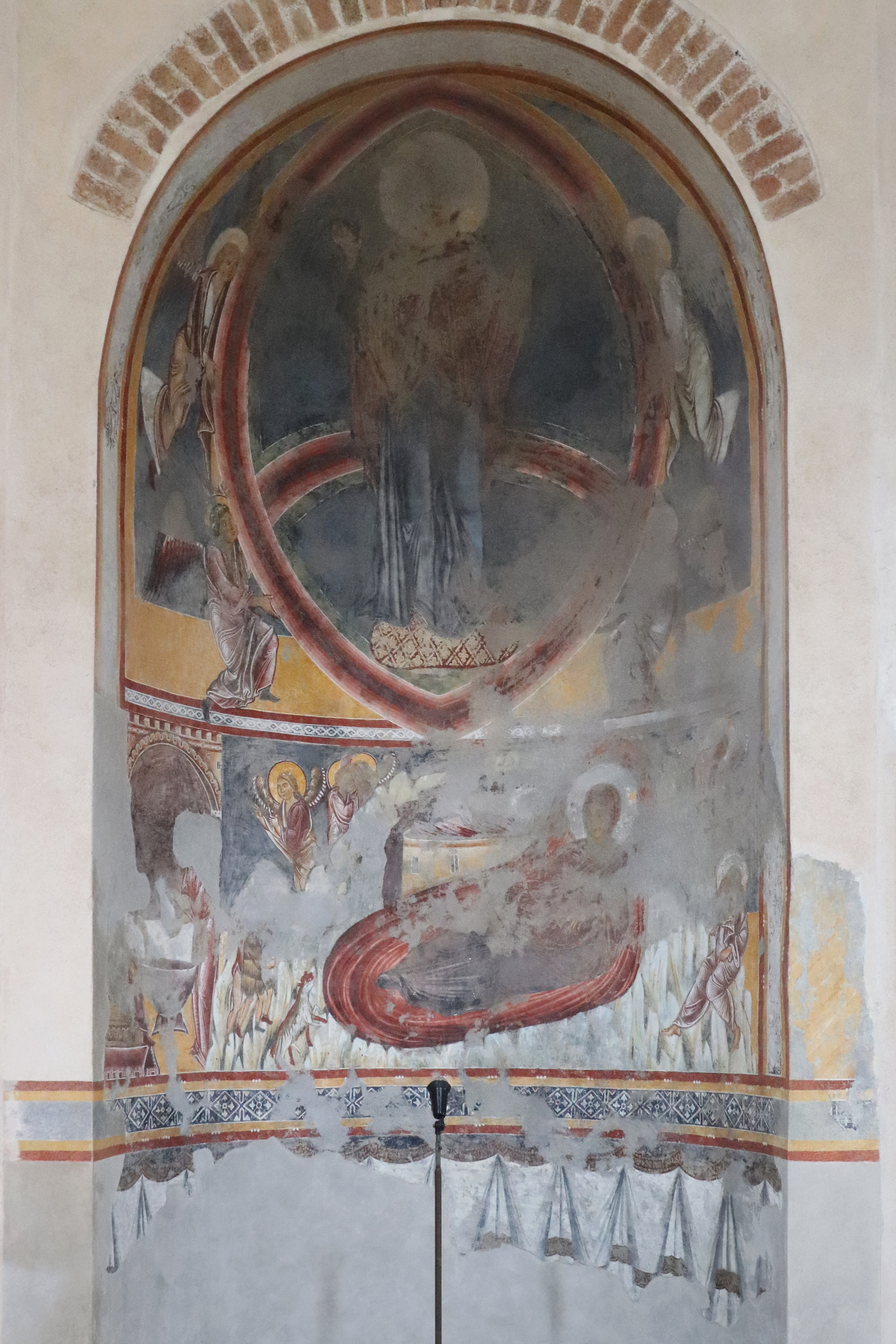
Rechte Nische
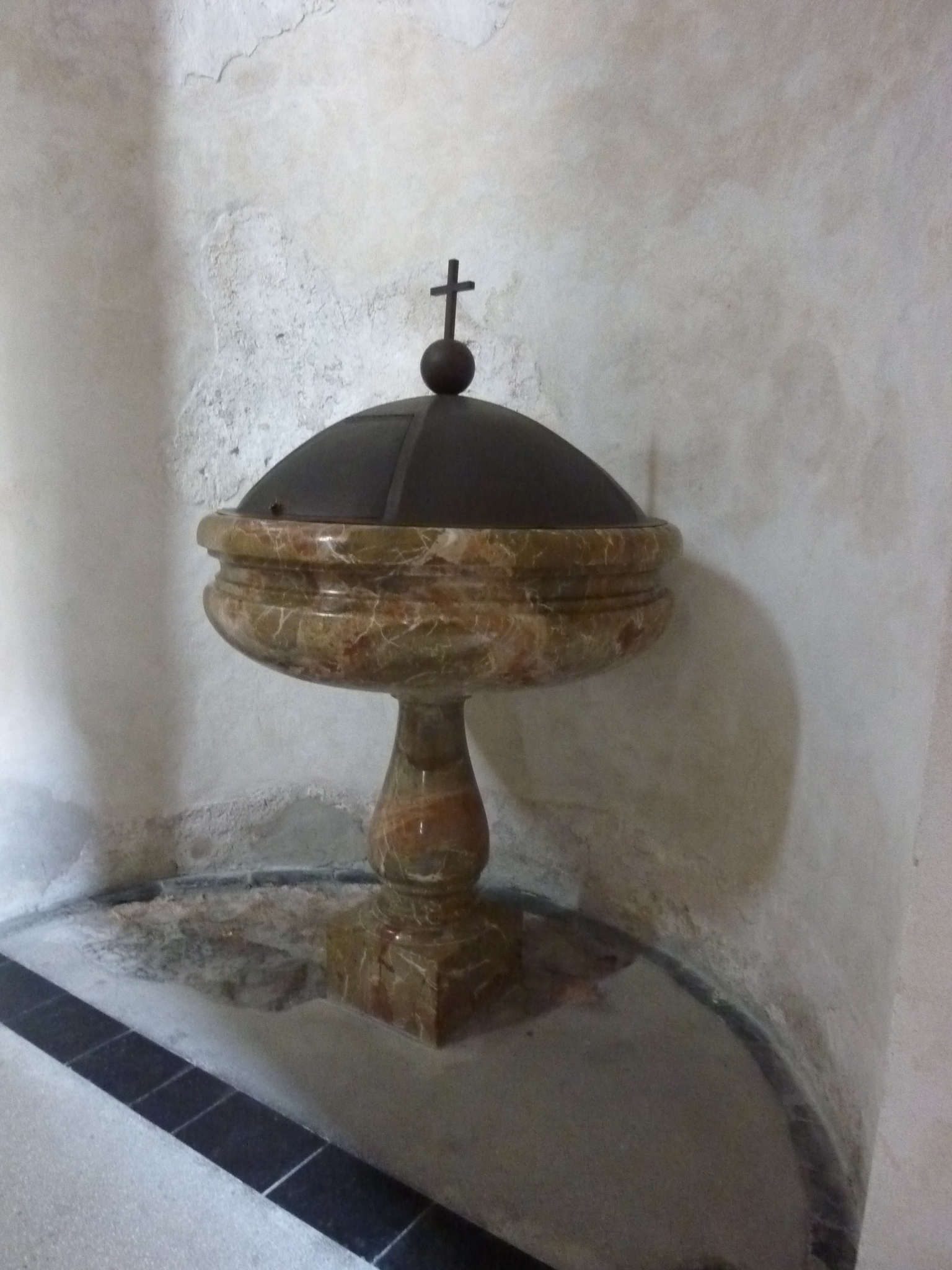
Marmortaufstein